# Corus exiguus
Corus exiguus är en skalbaggsart som beskrevs av Stefan von Breuning 1939. Corus exiguus ingår i släktet Corus och familjen långhorningar.
Artens utbredningsområde är Kenya. Inga underarter finns listade i Catalogue of Life.